# Dante Garay
Dante Garay (Morelia, Michoacán, México, 17 de septiembre de 1989) es un futbolista mexicano. Jugaba como Centro Delantero. actualmente se encuentra sin equipo, el último club donde jugó fue en el Mérida FC del Ascenso MX.
Es hijo del exfutbolista Javier Garay que jugabá para Pumas UNAM y Atlético Morelia.

## Trayectoria
Se formó desde niño en la Cantera del Club Universidad Nacional.
Dante Garay debutó como profesional en la Segunda división en el 2007 con Prepa Pumas. Aunque para la Liga MX su debut fue el 30 de agosto de 2008 en duelo de Ascenso MX entre Tiburones Rojos del Veracruz Vs. Pumas Morelos.
Participó en Pumas Morelos y Mérida FC entró en Inactividad en el 2013.
Comparte generación con Alejandro Palacios, Eduardo Herrera, Salvador Medina, Marco Jiménez, Pablo Barrera, Javier Cortés, David Cabrera y Alfredo Saldívar.

## Clubes
| Club            | País   | Año         |
| --------------- | ------ | ----------- |
| Prepa Pumas     | México | 2007 - 2008 |
| Pumas Naucalpan | México | 2008        |
| Pumas Morelos   | México | 2009        |
| Pumas Sub-20    | México | 2009        |
| Pumas Naucalpan | México | 2010        |
| Pumas Morelos   | México | 2010 - 2012 |
| Mérida FC       | México | 2012 - 2013 |